# Peter Constantine
Peter Constantine (ur. 7 maja 1963 w Londynie) – brytyjski i amerykański japonista i tłumacz literatury niemieckiej, rosyjskiej, włoskiej, i francuskiej na angielski.

## Życiorys
Peter Constantine urodził się w Londynie, jednak dorastał w Atenach, gdzie w 1980 roku ukończył szkołę średnią. W 1983 roku wyemigrował do USA. Debiutował w 1992 książką Japanese Street Slang (Słownik japońskiego slangu). W 1993 roku wydał książkę Japan Sex Trade, i w 1994 roku wydał Japanese Slang Uncensored.

## Nagrody
- 1998 PEN Translation Prize[3]
- 1998 New York Times Noteable Book of the Year
- 1999 National Translation Award[4]
- 2002 Koret Jewish Book Award
- 2007 Helen and Kurt Wolff Translator's Prize[5]

## Publikacje
- Japanese Street Slang, New York: Tengu Books (1992)
- Japan's Sex Trade: A Journey Through Japan's Erotic Subcultures, Tokyo: Yen Books (1993)
- Japanese Slang: Uncensored, Tokyo: Yen Books (1994)
- Making Out in Indonesian, Tokyo: Yen Books (1994)
- Making Out in Korean, Tokyo: Yen Books (1995)
- A Sucht B, Bern: Scherz Verlag (1998)

### Tłumaczenia
- Six Early Stories, Thomas Mann, Los Angeles: Sun and Moon Press (1997)
- The Undiscovered Chekhov: Forty-Three New Stories, Anton Czechow New York: Seven Stories Press (2000)
- In Greek Blue: Poems, Yannis Souliotis, Athens: Mimnermos (2000)
- Elegy For Kosovo, Ismail Kadare, New York: Arcade Publishing (2000)
- Three Elegies for Kosovo, Ismail Kadare, London: Harvill Press (2000)
- Within Four Walls: The Correspondence between Hannah Arendt and Heinrich Blücher, 1936-1968, Hannah Arendt, New York: Harcourt (2000)
- The Complete Works Of Isaac Babel, Izaak Babel, W.W. Norton & Company (2000)
- The Undiscovered Chekhov: Fifty-One New Stories Anton Czechow, London: Duck Editions (2001)
- Con Brio, Brina Svit, London: Harvill Press (2002)
- The Collected Stories, Izaak Babel, New York: W.W. Norton & Company (2002)
- The Red Cavalry Stories, Izaak Babel, New York: W.W. Norton & Company (2003)
- Three Haitian Creole Tales, Felix Morrisseau-Leroy, Los Angeles: Green Integer Press (2003)
- Taras Bulba, Nikołaj Gogol, New York: Random House Modern Library (2003)
- The Cossacks, Lew Tołstoj, New York: Random House Modern Library, (2004)
- A century of greek poetry 1900-2000, COSMOS (2004)
- Candide, Voltaire, New York: Random House Modern Library (2005)
- Death of a Prima Donna, Brina Svit, London: Harvill Press (2005)
- Mother, by Stylianos Harkianakis, ATF Press, Adelaide (2005)
- The Bird is a Raven, Benjamin Lebert, New York: Alfred A. Knopf (2006)
- Self's Deception, Bernhard Schlink, New York: Vintage Books (2007)
- The Essential Writings of Machiavelli, Niccolo Machiavelli, New York: Random House Modern Library (2007)
- Three Theban Plays, Sofokles, New York: Barnes & Noble Classics Collection (2007)